# Zygmunt Biernat
Zygmunt Biernat (ur. 12 kwietnia 1935 w Katowicach) – polski aktor teatralny i filmowy.

## Życiorys
Ukończył Liceum Technik Plastycznych w Katowicach. Podczas nauki występował w Teatrze Lalek "Czerw" przy tamtejszym Wojewódzkim Domu Kultury Związków Zawodowych. Następnie pracował w Przedsiębiorstwie Państwowym Imprez Estradowych "Artos" w Katowicach (1954), Estradzie Śląskiej oraz Śląskim Teatrze Powszechnym.  W kolejnych latach był członkiem zespołów: Teatru Nowego w Zabrzu (1959-1963), Teatru Ateneum w Katowicach (1963-1972) oraz Teatru Zagłębia w Sosnowcu (1972-1995). W 1970 roku zdał w Warszawie eksternistyczny egzamin aktorski. Występował również na Scenie Polskiej w Czeskim Cieszynie (1984) oraz zagrał w dwóch przedstawieniach Teatru Telewizji (1974, 1984).
W 1964 roku na II Festiwalu Teatrów Lalek w Opolu otrzymał wyróżnienie za rolę za rolę Wąsika w przedstawieniu "Przygody Piotrusia" wg José Géala.

## Filmografia
- Sól ziemi czarnej (1969) - powstaniec
- Perła w koronie (1971) - Leś
- Ptaki, ptakom... (1976) - Pawelczyk
- Żołnierze wolności (1977) - Aleksander Zawadzki
- Okrągły tydzień (1977) - wujek Gustlika
- Blisko, coraz bliżej (1982-1986) - odc. 4, 5, 16
- Na straży swej stać będę (1983)
- Biała wizytówka (1986) - odc. 4
- Rodzina Kanderów (1988) - odc. 12
- Angelus (2001) - ubek
- Święta wojna (2002) - lekarz (odc. 121)